# Frontaliers
Frontaliers è una serie televisiva svizzera.

## Storia
Iniziata nel 2006 come serie radiofonica in onda sul canale radio RSI Rete Tre, il suo successo la porta a sbarcare, nel 2010, sul canale televisivo RSI LA1. In seguito sono state realizzate altre due stagioni della serie, rispettivamente nel 2011 e nel 2014. La regia delle prime due stagioni é a cura di Chris Guidotti e Barbara Lehnhoff, mentre la terza viene accreditata a Nick Rusconi.

## Trama
Tramite dei simpatici sketch della durata variabile dai 3 ai 5 minuti, si raccontano le vicende, ambientate a metà anni ‘90, del frontaliere Roberto Bussenghi (abitante della fittizia città brianzola Usmate Carate ed interpretato da Flavio Sala) e dei doganieri ticinesi Loris Bernasconi (interpretato da Paolo Guglielmoni) e Gabriele Veronelli (interpretato sempre da Sala) presso il passo doganale di Bizzarone. Ogni episodio inizia con un jingle canticchiato da Bussenghi al volante della sua Fiat Panda rossa quando viene puntualmente fermato da Bernasconi per un controllo fiscale.

## Episodi

### Prima stagione
La prima stagione, preceduta da un "prologo" di tre episodi, conta di 16 episodi

### Seconda stagione
La seconda stagione conta 15 episodi

### Terza stagione
La terza stagione, "Frontaliers 3 - qui si parla itagliano", facente parte del progetto italiano lingua di frontiera, conta 8 episodi.

## Film
Il 21 dicembre 2017 è uscito nei cinema svizzeri il film Frontaliers Disaster per la regia di Alberto Meroni che funge da seguito alla serie. Il film è stato in seguito distribuito in DVD anche in Italia nella, ormai dismessa, catena di negozi a basso prezzo Da Moreno, mentre nel territorio svizzero è stato distribuito presso i punti vendita Migros.